# إخوة إيطاليا
إخوة إيطاليا Brothers of Italy ((بالإيطالية: Fratelli d'Italia), FdI) هو حزب محافظ وطني إيطالي بقيادة جورجا ملوني وهي عضو مجلس النواب ووزير سابق في حكومة سيلفيو برلسكوني الرابعة.
الحزب ، الذي تم إنشاؤه من انقسام عن حزب شعب الحرية (PdL) في ديسمبر 2012 ، وهو الوريث الرئيسي للحركة الإيطالية الفاشية الجديدة التي كان لها الحركة الاجتماعية الإيطالية (MSI ، 1946-1995) والتحالف الوطني (AN ، 1995-2009) كممثلين سياسيين رئيسيين. تم دمج AN في PdL في عام 2009 ، ولكن الجزء الأكبر منها الآن مع FdI. الاتجاهات الأيديولوجية الرئيسية للحزب هي القومية والمحافظة ، وأيديولوجيته تتضمن أيضًا شعورًا متشككًا في أوروبا.